# Аль-Іттіхад (газета, Ізраїль)
«Аль-Іттіхад» (араб. الاتحاد, букв. «Союз») — ізраїльська арабомовна щоденна газета, заснована 1944 року під час підмандатної Палестини, видається в Хайфі. Газета є найстарше арабське ЗМІ в Ізраїлі і вважається найважливішим, вона належить «Макі», комуністичній партії Ізраїлю. Зараз її редакторкою є Аїда Тума-Сулейман.

## Історія

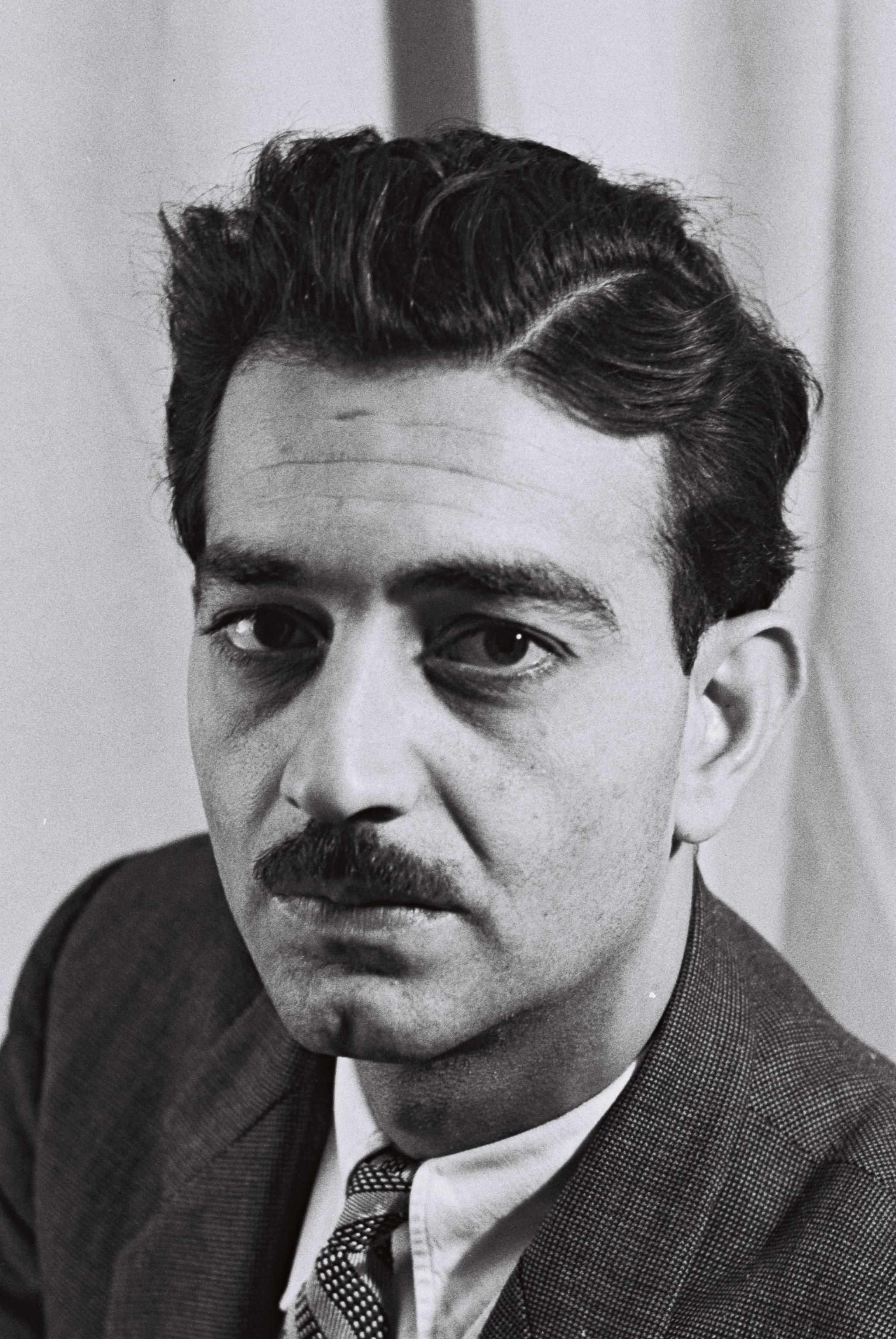
Еміль Хабібі, один із засновників «Аль-Іттіхад», редактор газети з 1944 по 1989 роки, член Кнесету

Газету заснували в 1944 році Еміль Тума, Фу'ад Нассар і Еміль Хабібі. Перший номер вийшов 14 травня того ж року. Хабібі редагував газету до 1989 року. Газета функціонувала як орган Ліги національного визволення у Палестині. З вересня 1945 року газета виходила від імені Конгресу арабських робітників. Її закрила британська влада в лютому 1948 року, але вона знову з'явилася 18 жовтня. У липні члени Ліги в Хайфі зв'язалися з партією «Мапам», попросивши її тиснути на владу Ізраїлю, щоб вона надала ліцензію на відновлення видання газети. «Аль-Іттіхад» є єдиною додержавною арабомовною газетою, яка продовжувала виходити після здобуття незалежності. У 1948 році газета переїхала у нову будівлю на вулиці Аль-Харірі. У роки після здобуття незалежності, коли ізраїльські араби були підпорядковані військовому уряду, газета була заборонена в деяких областях. Пізніше її заборонили на Західному березі.
У 1953 році «Аль-Іттіхад» і її івритомовна сестринська газета «Коль-га-Ам» опублікували суперечливу статтю про Корейську війну, в результаті якої міністр внутрішніх справ Ісраель Роках наказав закрити обидві газети на 15 днів. Газети подали клопотання до Верховного Суду, який постановив, що відсторонення було оформлено неправильно та має бути скасовано. У постанові було використано Декларацію незалежності при обґрунтуванні рішення з питання свободи слова, і це був перший випадок, коли декларацію використали у такій ролі.
У той час як інші комуністичні газети втратили значну частину своїх читачів після війни 1956 року, «Аль-Іттіхад» змогла відновитися, а до 1961 року повернути довоєнний рівень читачів. У 1961 році читацька аудиторія її п'ятничного випуску була вдвічі більшою за читацьку аудиторію «Коль-га-Ам», незважаючи на те, що араби становили лише 11,3 % населення країни, а рівень письменності в арабській спільноті загалом був нижчим. Читацька аудиторія газети деякий час продовжувала поступово зростати. Спочатку це була щотижнева газета, але пізніше вона виходила раз на два тижні, а в 1983 році стала щоденною газетою.
У 1988 році уряд знову наказав закрити газету на тиждень, за шість днів до «Дня землі».
Через фінансові проблеми та втрату досвідчених репортерів газета переїхала до штаб-квартири партії Хадаш у Назареті, а потім повернулася до Хайфи в будівлю на вулиці Га-Маронітім. У 2006 році співробітники готувались повернутися до свого приміщення на вулиці Аль-Харірі, але у будівлю попала ракета під час війни в Лівані 2006 року і вона була сильно пошкоджена.

## Персонал

### Редактори
- Ахмад Са'ад[12]
- Аїда Тума-Сулейман

### Автори
- Махмуд Дарвіш
- Салім Жубран
- Саміх аль-Касім
- Тауфік Тубі
- Тауфік Зіад
- Жабра Нікола

## Виноски
1. 1 2 3 4  «The rocket hit the struggle for peace»Haaretz, 8 August 2006. [Архівовано 13 квітня 2020 у Wayback Machine.]
2. ↑  Beinin, Joel. Was the Red Flag Flying There?: Marxist Politics and the Arab-Israeli Conflict in Egypt and Israel, 1948—1965. Berkeley: University of California Press, 1990. pp. 42-43.
3. ↑  Beinin, Joel. Was the Red Flag Flying There?: Marxist Politics and the Arab-Israeli Conflict in Egypt and Israel, 1948—1965. Berkeley: University of California Press, 1990. pp. 48, 50, 52.
4. ↑  Sorek, Tamir (21 червня 2007). Arab Soccer in a Jewish State: The Integrative Enclave - Tamir Sorek. ISBN 9781139464550. Архів оригіналу за 7 лютого 2022. Процитовано 13 серпня 2014.
5. ↑  Ghanem, As'ad; Ghanem, Dr As'ad (24 травня 2001). The Palestinian-Arab Minority in Israel, 1948-2000: A Political Study - Asʻad Ganim. ISBN 9780791449974. Архів оригіналу за 7 лютого 2022. Процитовано 13 серпня 2014.
6. ↑  Dinstein, Yoram (May 1989). Israel Yearbook on Human Rights 1980. ISBN 0792303601. Архів оригіналу за 7 лютого 2022. Процитовано 13 серпня 2014.
7. 1 2  Schmidt, Y (2008) Foundations of Civil and Political Rights in Israel and the Occupied Territories [Архівовано 7 листопада 2012 у Wayback Machine.] GRIN Verlag, p. 126.
8. ↑  Beinin, Joel. Was the Red Flag Flying There?: Marxist Politics and the Arab-Israeli Conflict in Egypt and Israel, 1948—1965. Berkeley: University of California Press, 1990. p. 241.
9. ↑  Stendel, Ori (1 січня 1997). The Arabs in Israel - Ori Stendel. ISBN 9781898723233. Архів оригіналу за 20 листопада 2020. Процитовано 13 серпня 2014.
10. ↑  Lockman, Zachary; Beinin, Joel (1989). Intifada: The Palestinian Uprising Against Israeli Occupation. South End Press. с. 215. ISBN 9780896083639. Процитовано 20 травня 2009. al-ittihad general strike 1988.
11. ↑  Dan Fisher (25 березня 1988). Most instigators of Israel unrest believed jailed. The St. Petersburg Times. с. 18a. In another action, which was seen as a sign of official concern over protests called for next week, Prime Minister Yitzhak Shamir ordered Al Ittihad, the Arabic-language newspaper of the Israeli Communist Party, closed for a week.... Such closures are relatively common on the West Bank, but Thursday's order against Al Ittihad was believed to be only the second since 1954 involving an Israeli publication. Israel Radio said that Shamir, in his capacity as acting interior minister, issued the order after the newspaper published articles considered likely to encourage activity endangering public safety. This referred to the Communist Party's support of a proposed general strike next week by Israel's 700,000 Arab citizens. The strike would be a show of solidarity with restive Palestinians in the West Bank and Gaza Strip.
12. 1 2  Haifa: Rocket hits anti-war newspaper [Архівовано 7 лютого 2022 у Wayback Machine.] Yedioth Ahronoth, 7 August 2006.